# كانون 400 دي
كانون 400 دي (بالإنجليزية: Canon EOS 400D)‏ هي كاميرا رقمية احترافية من إنتاج شركة كانون وقد طرحت في السوق في صيف 2006

## المواصفات
- دقة 10.5 ميجا بيكسل
- شاشه عرض كبيره 2.5 بوصة
- تسع نقاط فوكس عاليه الدقة.
- معالج DiGiC II بسرعه تشغيل 0.2 جزء من الثانية

بالإضافة إلى الخاصية التي جعلتها متميزة وهي نظام ثلاثي متكامل يعمل على منع وتقليل وازاله الغبار من على السنسور
- من خلال بطاقات الذاكرة من نوع Compact Flash ويمكن للكاميرا تخزين 9999 صورة في المجلد الواحد، وهي تدعم ملفات النظام FAT 12/ 16/ 32
- الفلاش؛ أوتوماتيكي، يدوي، معالجة احمرار العين

الشاشة كريستالية TFT مقاس 2.5 بوصة تتمتع بسبعة مستويات لبريق الصورة زووم استرجاع التسجيل حتى 10 x.
صيغ الملفات
رو
جيه بيه إيه جي
وسائل الاتصال
منفذ فيديو
منفذ USB 2.0
جهاز تحكم عن بعد(remote control)سلكي من طراز E3
مصدر الطاقة
بطارية NB-2LH يمكن شحنها ؛ والكاميرا مزودة بالشاحن
بطارية CR2016 للحفاظ على الوقت والتاريخ، شاحن AC اختياري
الوزن
514 جرام بلا بطارية
1. ↑  "IV – Specifications". Canon EOS Digital Rebel XTi White paper (PDF). Canon U.S.A. (hosted by Rob Galbraith). 2006. ص. 24–28. مؤرشف من الأصل (PDF) في 2012-10-28. اطلع عليه بتاريخ 2013-02-26. {{استشهاد بكتاب}}: روابط خارجية في |ناشر= (مساعدة)